# Borough londonien de Bexley
Pour les articles homonymes, voir Bexley.
Le borough londonien de Bexley (« London Borough of Bexley ») est un borough du Grand Londres. Cette circonscription fut fondée en 1965 par fusion des districts du Kent, de Bexley, Erith et Crayford avec la moitié du district métropolitain de Chislehurst and Sidcup. Ce district compte plus de 219 000 habitants.
Ce district est composé de :
- Albany Park
- Barnehurst
- Barnes Cray
- Belvedere
- Bexley
- Bexleyheath
- Blackfen
- Blendon
- Bostall
- Bridgen
- Coldblow
- Crayford
- Crook Log
- East Wickham
- Erith
- Falconwood
- Foots Cray
- Lamorbey
- Lessness Heath
- Longlands
- May Place
- North Cray
- North End
- Northumberland Heath
- Old Bexley
- Sidcup
- Slade Green
- Thamesmead
- Upper Belvedere
- Upton
- Welling
- West Heath